# 自由及開源軟件開發者歐洲會議
自由及開源軟件開發者歐洲會議（英語：Free and Open source Software Developers' European Meeting，簡稱FOSDEM）是一個專為自由軟件及開源軟件開發者而設的週年會議，通常都一連兩日，包括有講座、導修工作室、攤位等。會議由比利時的法語布魯塞爾自由大學及一班志願人士一起籌備，被視為全歐洲、甚至全世界最優秀的自由軟件及開源軟件活動。
由於得到贊助商及捐助者的支持，所有會議的活動都可免費參加。在2004年年年度的活動，就吸引了2500人參與。除了主程序以外，大會亦為個別專案提供房間以供討論。而自從2001年開始，自由軟件基金的自由軟件進步獎亦成為了這個會議的一部份。
這個會議在2001年開始時本來稱為開源開發者歐洲會議，2003年加入自由軟件開發者的參與，而改用今日的名稱。

## 外部連結
- FOSDEM官方網址 （页面存档备份，存于）